# パルニ氏族
パルニ族、パルニ氏族は、印欧語族の出身地である中央アジアの草原の遊牧民部族である。スキタイ系統であり、ダーハ氏族の分派である。パルニ語及びイラン系の要素が強い言語、そこに様々な要素を含む言語を話していた。スキタイやサカやサルマートのような遊牧国家が数世紀にわたって、ステップに存続した。遊牧国家は大草原を渡り歩き、時に都市国家を襲った。言語的に、パルニ語は西部イランとパルティアの公式言語であるパルティア語とは違う東部イランの言語として知られている。
パルニ族は紀元前3世紀まではあまり知られていない。彼らが住んでいたのはシルダリヤ川の辺りで、ダーハやダハで知られるペルシア系の部族によって占められていた。これはアケメネス朝の崩壊によって分解したと思われる。セレウコス朝の新しい支配者は現在のマーザンダラーン、ウズベキスタン、トルクメニスタンに当たる地帯に支配権を及ぼすことが出来なかった。おそらくパルニ族はこの時期に登場したと考えられる。初代パルティアの王アルサケスはパルニ族の出身だったと言われている。アルメニアの歴代志はこの国を印欧系独語を話す部族の派生であると一般に考えられているエフタルと断定している。タジク人もパルニ族に関係が有ると考えられている。タジク人とタキトゥスゲルマニアに住んでいる人々は分子遺伝学の調査とR1a1の頻度で血縁的な関係性が証明されている。
セレウコス朝の王アンティオコス1世は遊牧民対策として、紀元前328年にアレクサンドロス3世（大王）が造ったマルギアナ (Margiana) にあるアレキサンドリアをより防衛的に再建していた。以後この街はアンティオキアと呼ばれるようになる。

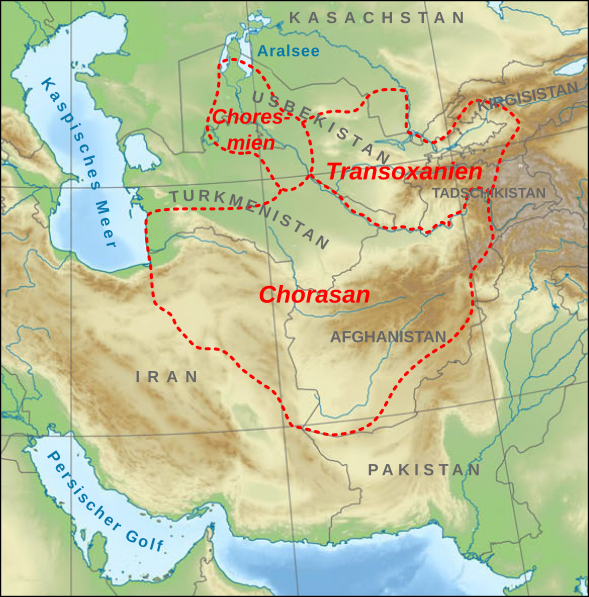
Choresmien（ホラズム）、Transoxanien（トランスオクシアナ）、Chorasan（ホラーサーン）

しかしながら紀元前245年に、若き王セレウコス2世が王位を継承したばかりの時期を狙い、パルティア（ホラーサーン西部）のサトラップであるアンドラゴラスと呼ばれる者の反乱が起こる。この混乱によって、パルニ族はアルサケスの統率下、アスタバネ (asavene) と呼ばれる区域、パルティア北部をおそらく紀元前238年に奪取。紀元前235年頃、パルニ族の王子ティリダテス(現代ペルシア語でTirdad、神箭手、女神ティシュトリヤに恵まれたもの)はさらに南部へ進出、残りのパルティアを平らげた。セレウコス朝の防衛戦争は失敗に終わり惨憺たる結果となった。ヒュルカニア地方（サトラップ）もパルニの支配圏にはいった。
このときからパルニはパルティアとして知られ始める。アンティオコス3世の時、パルティア王はセレウコス朝の優位を認める。紀元前209年にアンティオコスはパルティアに戦を仕掛け、首都ヘカトンピュロスを陥落させる。さらにヒュルカニアに向けて戦線を進め、アルサケス2世は和を求めた。
ミトラダテス1世のときにパルティアはメディア、バビロニア、エラムをセレウコス朝から奪った。パルティア帝国は224年まで続き、サーサーン朝によってその地位を失った。
パルニはもともとはさまざまな意味を持つペルシアの名前だった。その名の由来の一つは絹や植物や昆虫から得られる柔らかい絹のような布地である。また強い酒や鋭い剣から来たといわれる。鋭い剣という方はフェルドウシーのシャーナーメにおいて使われている。